# Малиновка (Суетский район)
Малиновка — исчезнувший посёлок в Суетском районе Алтайского края России. Располагался на территории современного Верх-Суетского сельсовета. Исключен из учётных данных в 1982 году.

## История
Основан в 1911 году. В 1928 году посёлок Малиновский состоял из 65 хозяйств. Центр Малиновского сельсовета Знаменского района Славгородского округа Сибирского края.

## Население
В 1926 году в посёлке проживало 347 человек (164 мужчины и 183 женщины), основное население — русские